# Max Zimmermann (hockeista su ghiaccio)
Max Zimmermann (Vienna, 12 settembre 1999) è un hockeista su ghiaccio austriaco.

## Carriera

### Club
Max Zimmermann ha iniziato la sua carriera nel settore giovanile dei Vienna Capitals. È stato aggregato alla prima squadra a partire dalla stagione 2017-2018 di EBEL, e ha fatto il suo debutto in campionato il 6 ottobre 2017 nella vittoria dei Capitals per 4-3 contro l'Orli Znojmo.  Soltanto 24 ore dopo ha celebrato il suo primo shutout in EBEL, diventando il più giovane portiere nella storia della lega a riuscirci. Successivamente ha giocato con la seconda squadra dei Capitals, nelle prime stagioni in Erste Liga, poi in Alps Hockey League.
Nel dicembre 2020 è stato ceduto in prestito al Bregenzerwald, che disputava la Alps Hockey League 2020-2021, con cui tuttavia non scese mai sul ghiaccio. 
Nel marzo 2021 Zimmermann si è trasferito all'EK Zell am See. Qui si è affermato subito come portiere titolare degli Eisbären e un punto fermo della squadra. 

### Nazionale
Con l'Austria under 20 ha giocato un mondiale di categoria, nel 2018, scendendo sul ghiaccio una volta. In quella stessa stagione è stato chiamato in nazionale maggiore per la prima volta, ma senza scendere sul ghiaccio.
Ha raccolto successivamente le sue prime presenze, ma sempre in incontri amichevoli di preparazione.